# THE IDOLM@STER MASTERWORK
「THE IDOLM@STER MASTERWORK」（アイドルマスター マスターワーク）は、2006年12月20日から日本コロムビアよりリリースされているXbox 360専用ソフト『THE IDOLM@STER』のサウンドトラックCDシリーズ。

## 概要
Xbox 360版の新曲のロングバージョンと、アーケード版からの収録曲の持ち歌アイドルによるソロバージョンが収録されている。ただし、千早とあずさのソロバージョンは『THE IDOLM@STER RADIO 歌姫楽園』に収録されている。
『MASTERWORK 00』は完全限定生産、『MASTERWORK 01〜03』の初回分にはカレンダー同梱。ジャケットイラストは00のみ窪岡俊之、01 - 03は塩川貴史が担当している。

## 00 私はアイドル♡
Xbox 360版発売に先駆けて発売され、プロモーション映像を収録したDVDが付属する。
収録曲
1. 私はアイドル♡
歌：星井美希（長谷川明子）・天海春香（中村繪里子）・如月千早（今井麻美）
作詞：中村恵、作曲・編曲：NBGI（佐々木宏人）
フルバージョンで2種類のバージョンが存在する曲。こちらはゲーム内に収録されているものに近いアレンジとなっており曲のテンポが速い。
2. 神さまのBirthday
歌：星井美希（長谷川明子）・天海春香（中村繪里子）・如月千早（今井麻美）
作詞：伊那村さちこ、作曲・編曲：NBGI（Yoshi）
アイドルマスターの楽曲としては初のクリスマスソング。ゲームに収録される目的として作られた曲ではないが、
「THE IDOLM@STER LIVE FOR YOU!」などの後に発売された作品ではDLCとして配信されている。
翌年に行われた「THE IDOLM@STER ALLSTER LIVE2007」では音無小鳥役の滝田樹里がソロで披露している。
3. THE IDOLM@STER
歌：IM@S ALLSTARS[メンバー 1]
作詞：中村恵、作曲・編曲：NBGI（佐々木宏人）
「MASTERPIECE04」に収録されたものと異なり、新規追加キャラである美希をフィーチャーした構成となっている。
4. 私はアイドル♡　オリジナル・カラオケ
作詞：中村恵、作曲・編曲：NBGI（佐々木宏人）
5. 神さまのBirthday　オリジナル・カラオケ
作詞：伊那村さちこ、作曲・編曲：NBGI（Yoshi）

## 01 GO MY WAY!!
収録曲
1. GO MY WAY!!（M@STER VERSION）
歌：天海春香（中村繪里子）・水瀬伊織（釘宮理恵）・高槻やよい（仁後真耶子）
作詞：yura、作曲・編曲：NBGI（神前暁）
2. 思い出をありがとう（M@STER VERSION）
歌：秋月律子（若林直美）・三浦あずさ（たかはし智秋）・菊地真（平田宏美）
作詞：中村恵、作曲・編曲：NBGI（佐々木宏人）
3. 太陽のジェラシー（M@STER VERSION）
歌：天海春香（中村繪里子）
作詞：森由里子、作曲・編曲：NBGI（椎名豪）
4. Here we go!!（M@STER VERSION）
歌：水瀬伊織（釘宮理恵）
作詞：yura、作曲・編曲：NBGI（Jesahm）
5. おはよう!! 朝ご飯（M@STER VERSION）
歌：高槻やよい（仁後真耶子）
作詞：中村恵、作曲・編曲：NBGI（佐々木宏人）
6. GO MY WAY!!（M@STER VERSION）　オリジナル・カラオケ
作詞：yura、作曲・編曲：NBGI（神前暁）
7. 思い出をありがとう（M@STER VERSION）　オリジナル・カラオケ
作詞：中村恵、作曲・編曲：NBGI（佐々木宏人）
8. ボーナス・トラック・トーク

## 02 relations
収録曲
1. relations（M@STER VERSION）
歌：星井美希（長谷川明子）・如月千早（今井麻美）
作詞：NBGI（mft）、作曲・編曲：NBGI（中川浩二）
2. My Best Friend（IM@STER VERSION）
歌：秋月律子（若林直美）・萩原雪歩（落合祐里香）・双海亜美 / 真美（下田麻美）
作詞：NBGI（uRy）、作曲・編曲：NBGI（おおくぼひろし）・編曲：NBGI（大上昌子）
3. 魔法をかけて!（M@STER VERSION）
歌：秋月律子（若林直美）
作詞・作曲・編曲：NBGI（神前暁）
4. ポジティブ!（M@STER VERSION）
歌：双海亜美 / 真美（下田麻美）
作詞：NBGI（mft）、作曲・編曲：NBGI（中川浩二）
5. relations（M@STER VERSION）　オリジナル・カラオケ
作詞：NBGI（mft）、作曲・編曲：NBGI（中川浩二）
6. My Best Friend（IM@STER VERSION）　オリジナル・カラオケ
作詞：NBGI（uRy）、作曲・編曲：NBGI（おおくぼひろし）・編曲：NBGI（大上昌子）
7. ボーナス・トラック・トーク

## 03 まっすぐ
収録曲
1. まっすぐ（M@STER VERSION）
歌：菊地真（平田宏美）・三浦あずさ（たかはし智秋）・萩原雪歩（落合祐里香）
作詞：朝日祭、作曲・編曲：NBGI（Yoshi）
2. 私はアイドル♡（M@STER VERSION）
歌：水瀬伊織（釘宮理恵）・高槻やよい（仁後真耶子）・双海亜美 / 真美（下田麻美）
作詞：中村恵、作曲・編曲：NBGI（佐々木宏人）
先行発売の00に収録されたものと異なるアレンジで、曲のペースが若干スローになっている。また、2番の間奏後にCメロが追加されている。
3. First Stage（M@STER VERSION）
歌：萩原雪歩（落合祐里香）
作詞：中村恵、作曲・編曲：NBGI（佐々木宏人）
4. エージェント夜を往く（M@STER VERSION）
歌：菊地真（平田宏美）
作詞・作曲・編曲：NBGI（LindaAI-CUE）
5. まっすぐ（M@STER VERSION）　オリジナル・カラオケ
作詞：朝日祭、作曲・編曲：NBGI（Yoshi）
6. 私はアイドル♡（M@STER VERSION）　オリジナル・カラオケ
作詞：中村恵、作曲・編曲：NBGI（佐々木宏人）
7. ボーナス・トラック・トーク

### ユニットメンバー
1. ↑  天海春香（中村繪里子）、星井美希（長谷川明子）、如月千早（今井麻美）、高槻やよい（仁後真耶子）、萩原雪歩（長谷優里奈）、菊地真（平田宏美）、双海亜美 / 真美（下田麻美）、水瀬伊織（釘宮理恵）、三浦あずさ（たかはし智秋）、秋月律子（若林直美）